# جاج رینهولد
جاج رینهولد (به انگلیسی: Judge Reinhold) (زاده ۲۱ مه ۱۹۵۷) بازیگر آمریکایی است.

## فیلم‌شناسی
- پلیس بورلی هیلز ۳
- پلیس بورلی هیلز
- پلیس بورلی هیلز ۲
- زاندالی
- برادر من خوک است
- سرقت بانک
- راه‌راه
- بابا نوئل
- برعکس
- بابا نوئل ۲
- بابا نوئل ۳
- جاده خانه ۶۶
- پلیس بورلی هیلز ۴
- بدون ضرب‌وشتم